# Okręg Podlasie Narodowych Sił Zbrojnych
Okręg XII Podlasie NSZ – jeden z okręgów w strukturze organizacyjnej Narodowych Sił Zbrojnych (NSZ).
Okręg obejmował północną część województwa lubelskiego i część mazowieckiego. Jego sztab stacjonował w Siedlcach. Formowanie rozpoczęto na początku 1943 roku, a zakończono dopiero w marcu 1944. Liczył wtedy 1500-2000 ludzi.
W skład okręgu wchodziło siedem komend powiatowych. Były to: KP nr 1 Węgrów, KP nr 2 Sokołów Podlaski, KP nr 3 Siedlce, KP nr 4 Łuków, KP nr 5 Biała Podlaska, KP nr 6 Radzyń Podlaski, KP nr 7 Włodawa.
Na przełomie czerwca i lipca 1944 w okręgu przeprowadzono pomyślnie akcję scaleniową ze strukturami Armii Krajowej. W sierpniu 1944 struktury okręgu zostały rozbite.
Dopiero w styczniu 1945 Tymczasowa Narodowa Rada Polityczna Ziem Wschodnich i Komenda Ziem Wschodnich reaktywowała okręg pod nazwą Okręg XVII NSZ Siedlce. Formalnie  podporządkowano go  KZW. 6 lipca 1945 r. KZW podporządkowała się Komendzie Głównej NZW, Okręg XVII NSZ Siedlce powrócił do nazwy Okręg XII NSZ-NZW

## Komendanci okręgu
- mjr Stanisław Miodoński "Sokół" (wiosna 1943 - początek 1944)
- kpt. Szczepan Piszczek "Tomasz" (początek 1944  - wrzesień 1944)
- N.N. "Baca" (wrzesień 1944 - koniec 1944)
- N.N. "Orwicz" (koniec 1944 - luty 1945)
- mjr Zygmunt Roguski "Kacper", "Feliks", "Perkuła" (luty - lipiec 1945)
- ppłk Stanisław Miodoński "Sokół" - (od reaktywowania do grudnia 1945)
- N.N "Szymon" (?)
- ppor. Stanisław Okniński "Zych" (?)